# Messier 13
Messier 13  oder M13, auch bekannt als Herkuleshaufen oder NGC 6205, ist ein sehr heller Kugelsternhaufen im Sternbild Herkules mit der Nummer 13 des Messier-Katalogs. Er umfasst mindestens 500.000 Sterne.

## Eigenschaften
M13 ist der hellste Kugelsternhaufen am Nordhimmel und wurde schon 1714 von dem englischen Astronomen Sir Edmond Halley entdeckt. Er ist etwa 25.100 Lichtjahre von der Sonne entfernt (die Angaben schwanken zwischen 23.000 und 26.000 Lj), hat die 300.000-fache Leuchtkraft der Sonne und einen Durchmesser von 150 Lichtjahren.

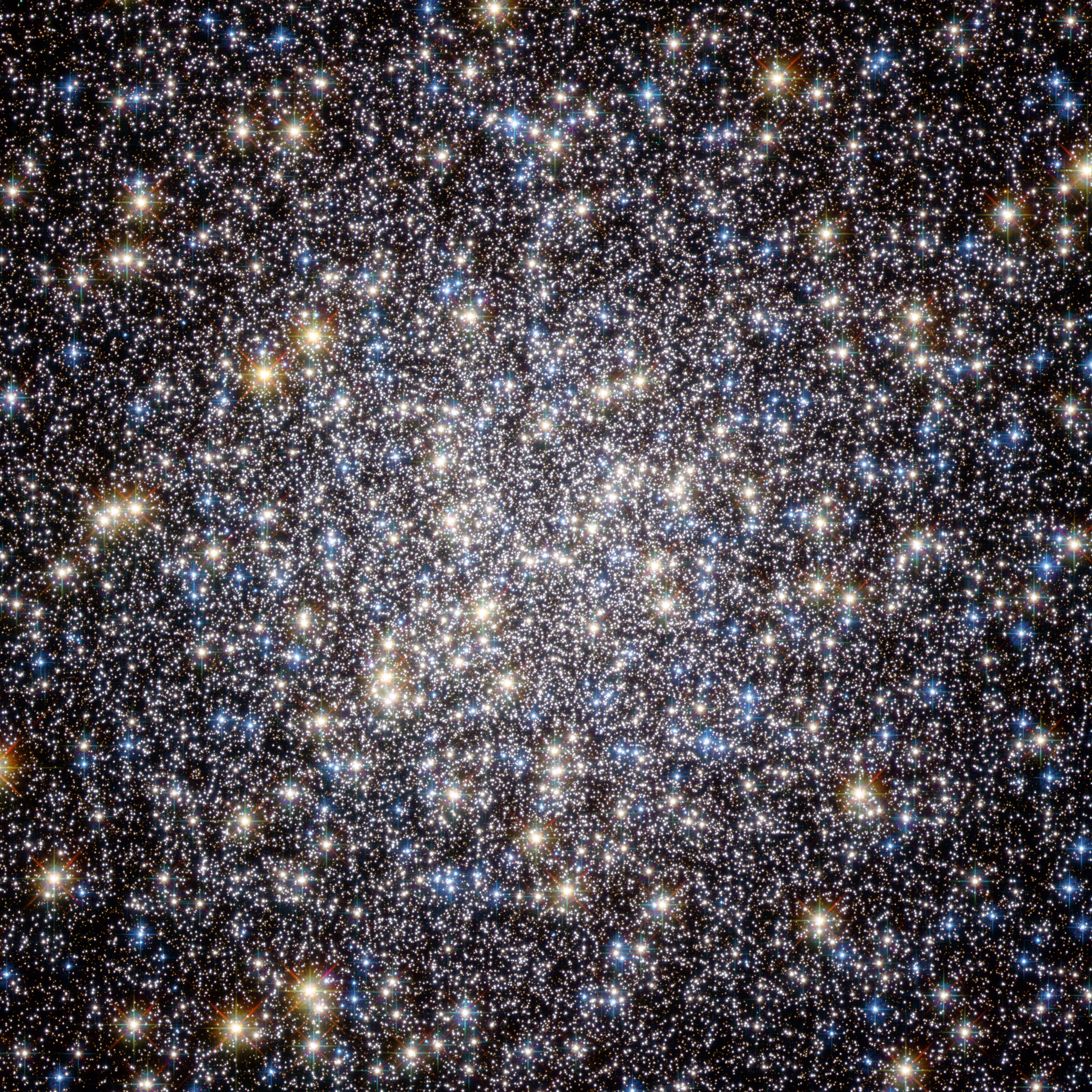
Kern von Messier 13 (Hubble-Aufnahme)

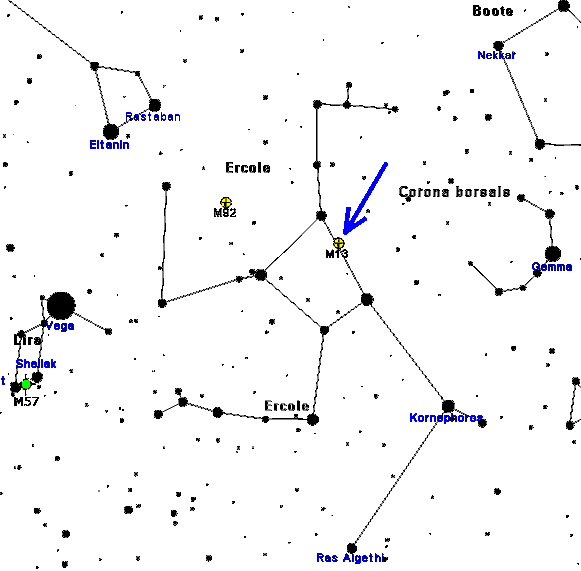
Karte

M13 weist eine scheinbare Helligkeit von 5,8 mag und eine mittlere Sternkonzentration auf. Er kann bereits in einem Prismenfernglas als nebliges Fleckchen wahrgenommen werden, bei gutem Himmel sogar freiäugig. In einem Teleskop ab etwa 10 cm Öffnung kann er am Rand in Einzelsterne aufgelöst werden und ist damit ein lohnendes Objekt für Amateurastronomen.
In einem Achtzöller (20 cm Öffnung) sind am Rand bereits viele Einzelsterne sichtbar – auch schon bei aufgehelltem Stadthimmel, wenn die freiäugige Grenzhelligkeit nur 3,5 mag beträgt.
Man findet den Kugelhaufen – am besten im Frühjahr oder Sommer – an der „rechten Viereckseite“ des Herkules, zwischen den Sternen η und ξ Her. Zum Suchen des Sternbildes eignet sich das Kärtchen vom Sommerhimmel.

## Frühe Beobachtungsgeschichte
M13 wurde 1714 von Edmond Halley als mit dem bloßen Auge eben sichtbarer Nebel entdeckt. 1764 beobachtete Charles Messier M13. Er konnte mit seinem Spiegelteleskop keine Einzelsterne erkennen, sondern nur einen in der Mitte heller werdenden, runden und glänzenden „Nebel“. William Herschel löste dann M13 im Jahre 1783 mit einem deutlich größeren Teleskop in Einzelsterne auf. Im 19. Jahrhundert dokumentierten d’Arrest und Schönfeld ihre Beobachtungen mit Instrumenten mittlerer Größe.

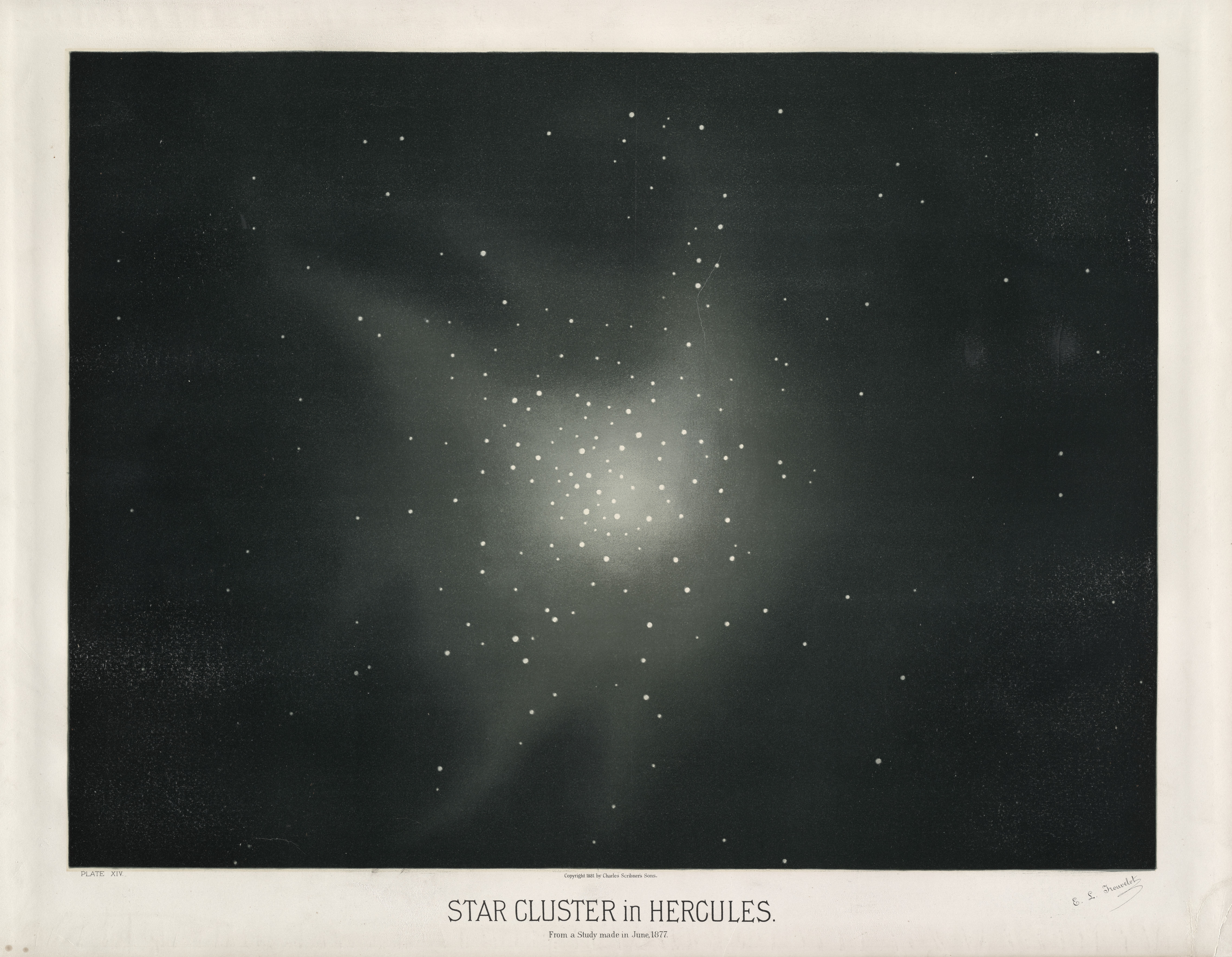
M13 auf einer astronomischen Zeichnung des 19. Jahrhunderts (Trouvelot, 1881)

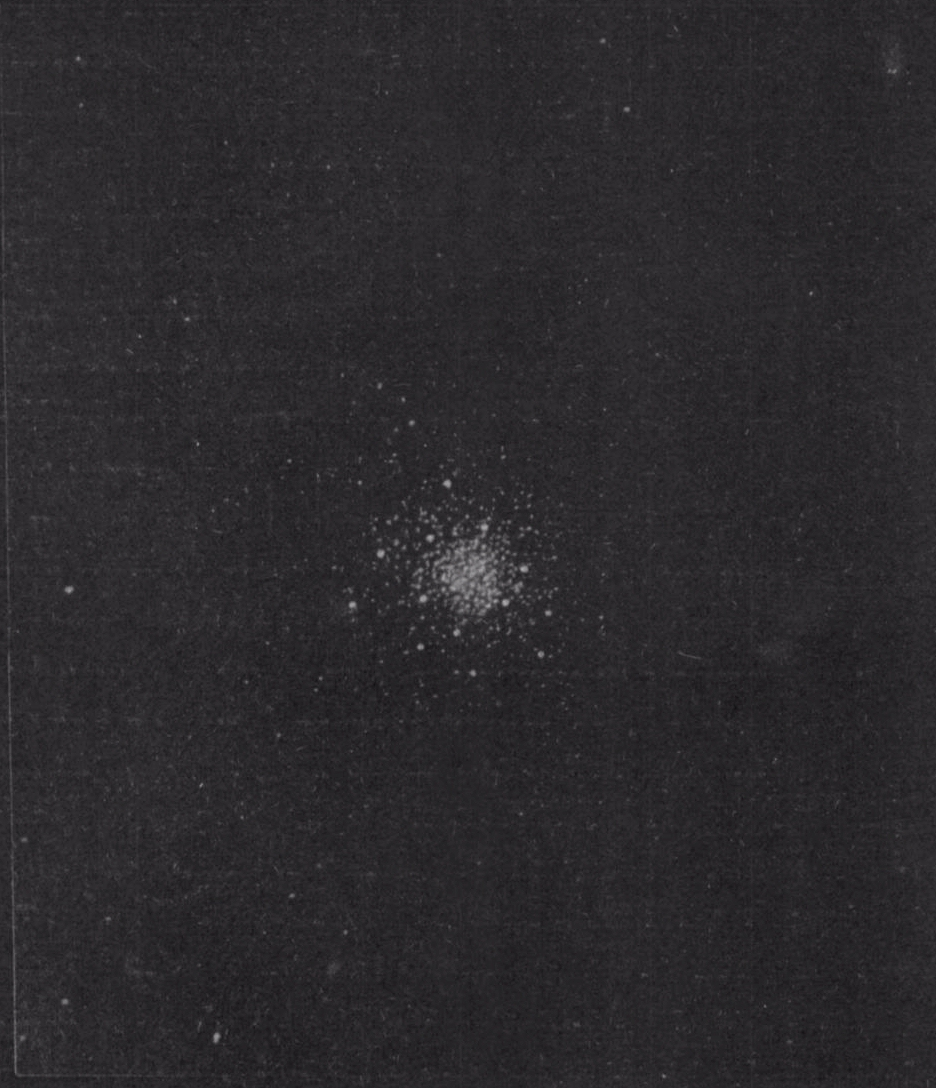
Diagram von M13 (E.S. Holden 1891) mit markierten – angeblichen – Schnittstellen der Kanäle

Die erste Zeichnung ist von Herschel überliefert; ebenso wie eine spätere Zeichnung von Secchi handelt es sich jedoch nur um Skizzen. Als beste Zeichnung gilt eine Arbeit von Trouvelot, die gegen 1877 am 14-zölligen Refraktor (Linsenfernrohr) der Sternwarte in Cambridge entstand. Trouvelot zeigt 171 Einzelsterne, von denen nach Julius Scheiner „viele in den Randtheilen in Übereinstimmung mit der Photographie“  eingezeichnet seien. Eine 1861 veröffentlichte Zeichnung von Lord Rosse zeigt drei scharf begrenzte sternenfreie Kanäle, die sich gegen die Mitte des Sternhaufens hin vereinigen. Eine unabhängige, 1887 von Harrington in Ann Arbor veranlasste Überprüfung schien die Existenz der Kanäle zu bestätigen.
Die erste bekannte Fotografie von M13 stammt von Henry (1887, Paris), auf der es bei einer Belichtungszeit von 2 Stunden gelang, die Randbereiche ganz, das Zentrum von M13 jedoch nur teilweise in Einzelsterne aufzulösen. Scheiner nutzte nun den fotografischen Refraktor des Astrophysikalischen Observatoriums Potsdam, um im September 1891 eine ein- und eine zweistündige Aufnahme anzufertigen. Im Monat zuvor hatten Holden und Campbell am Lick Observatory eine Serie von sieben Aufnahmen (17–170 Minuten) abgeschlossen. Holden erkannte „channels or lanes“, die sich an 13 Punkten (siehe Diagram) treffen sollen. Er meinte hier Strukturmerkmale zu finden, die auf die Entstehungskräfte von M13 hinweisen. Scheiner fand die Kanäle hingegen weder optisch noch auf den von ihm angefertigten fotografischen Platten. Für ihn handelte es sich um Schwankungen der Sterndichte, die allein durch Zufallsprozesse hervorgerufen sein könnten.

## Arecibo-Botschaft
M13 war Ziel des Radiosignals der Arecibo-Botschaft. Dabei wurde vom Arecibo-Radioteleskop ein starkes Signal ausgesandt, um Kontakt zu einer eventuellen außerirdischen Zivilisation aufzunehmen. Der Kugelsternhaufen wurde ausgewählt, da hier viele Sterne auf relativ engem Raum versammelt sind, was die Chance, auf eine bewohnte Welt zu treffen, erhöhen sollte. Unter Berücksichtigung der langen Signallaufzeit würde die Antwort einer technisch entwickelten Zivilisation allerdings frühestens nach etwa 45.600 Jahren auf der Erde eintreffen.

## M13 in der Literatur
Der Sternhaufen M13 spielt seit 1961 eine wichtige Rolle als Heimat des fiktiven Volkes der Arkoniden in der Science-Fiction-Serie Perry Rhodan.